# Son Na-eun
Son Na-eun (hangul: 손나은), även känd under artistnamnet Naeun, född 10 februari 1994 i Seoul, är en sydkoreansk sångerska och skådespelare.
Hon har varit medlem i den sydkoreanska tjejgruppen Apink sedan gruppen debuterade 2011.

## Diskografi

### Album
| Datum       | Albumtitel              | Topplacering          |
| Datum       | Albumtitel              | Sydkorea (Gaon Chart) |
| ----------- | ----------------------- | --------------------- |
| 19 apr 2011 | Seven Springs of A Pink | 6                     |
| 22 nov 2011 | Snow Pink               | 7                     |
| 9 maj 2012  | Une Annee               | 4                     |
| 5 jul 2013  | Secret Garden           | 2                     |
| 31 mar 2014 | Pink Blossom            | 2                     |
| 24 nov 2014 | Pink Luv                | 1                     |
| 21 jul 2015 | Pink Memory             | 2                     |
| 26 sep 2016 | Pink Revolution         | 2                     |

## Filmografi

### Film
| År   | Titel                                      | Roll          |
| ---- | ------------------------------------------ | ------------- |
| 2012 | Marrying the Mafia 5: Return of The Family | Eun Hee-jae   |
| 2013 | The Miracle                                | Tae Gong-shil |

### TV-drama
| År   | Titel                           | Kanal | Roll                    |
| ---- | ------------------------------- | ----- | ----------------------- |
| 2012 | The Great Seer                  | SBS   | Hae-in (som ung)        |
| 2012 | Salamander Guru and The Shadows | SBS   | Lee Tae-eun (cameoroll) |
| 2012 | Childless Comfort               | JTBC  | Oh Soo-mi               |
| 2015 | Twenty Again                    | tvN   | Oh Hye-mi               |
| 2016 | Cinderella and Four Knights     | tvN   | Park Hye-ji             |